# Volče (Pivka, Slovenija)
Volče je naselje u slovenskoj Općini Pivki. Volče se nalazi u pokrajini Notranjskoj i statističkoj regiji Notranjsko-kraškoj. 

## Stanovništvo
Prema popisu stanovništva iz 2002. godine naselje je imalo 59 stanovnika.